# Ancistrorhynchus metteniae
Ancistrorhynchus metteniae är en orkidéart som först beskrevs av Friedrich Fritz Wilhelm Ludwig Kraenzlin, och fick sitt nu gällande namn av Victor Samuel Summerhayes. Ancistrorhynchus metteniae ingår i släktet Ancistrorhynchus och familjen orkidéer. Inga underarter finns listade i Catalogue of Life.

## Bildgalleri

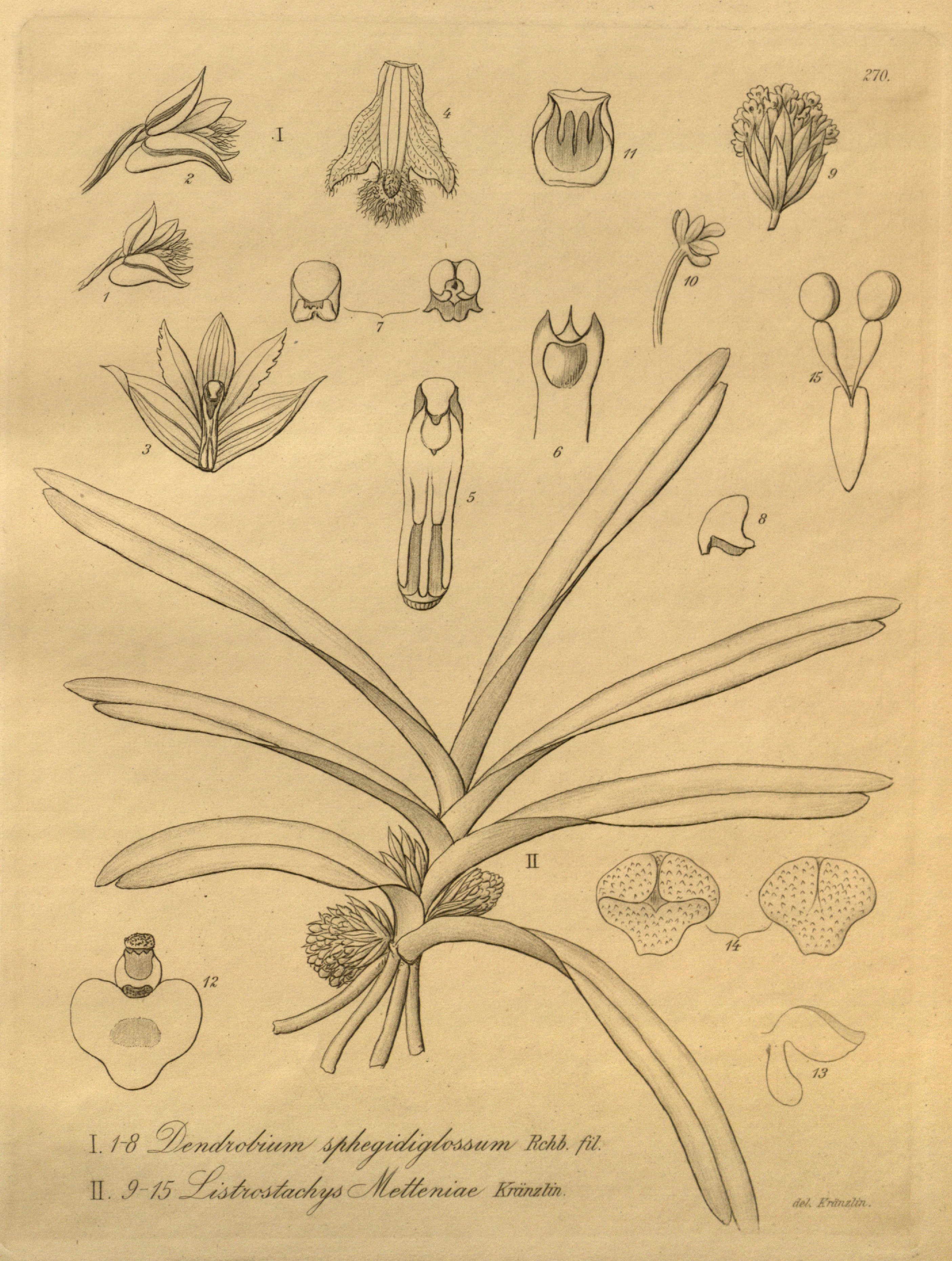